# Forsteronia
Forsteronia je biljni rod iz porodice zimzelenovki raširen po Srednjoj i Južnoj Americi, od južnog Meksika i Velikih Antila na sjeveru do sjeverne Argentine na jugu. Postoji 44 priznatih vrsta (penjačice).
Rod je opisan u Primitiae Florae Essequeboensis. .. 133–134. 1818.

## Vrste
1. Forsteronia acouci (Aubl.) A. DC.
2. Forsteronia adenobasis Müll. Arg.
3. Forsteronia affinis Müll. Arg.
4. Forsteronia amazonica Monach.
5. Forsteronia amblybasis S. F. Blake
6. Forsteronia apurensis Markgr.
7. Forsteronia australis Müll. Arg.
8. Forsteronia brevifolia Markgr.
9. Forsteronia chiriquensis Woodson
10. Forsteronia cordata (Müll. Arg.) Woodson
11. Forsteronia diospyrifolia Müll. Arg.
12. Forsteronia domatiella Proctor
13. Forsteronia duckei Markgr.
14. Forsteronia elachista S. F. Blake
15. Forsteronia glabrescens Müll. Arg.
16. Forsteronia gracilis (Benth.) Müll. Arg.
17. Forsteronia graciloides Woodson
18. Forsteronia guyanensis Müll. Arg.
19. Forsteronia laurifolia (Benth.) A. DC.
20. Forsteronia leptocarpa (Hook. & Arn.) A. DC.
21. Forsteronia linearis (Vell.) Müll. Arg.
22. Forsteronia lucida Markgr.
23. Forsteronia manausana B. F. Hansen
24. Forsteronia mollis Rusby
25. Forsteronia montana Müll. Arg.
26. Forsteronia myriantha Donn. Sm.
27. Forsteronia nitida B. F. Hansen
28. Forsteronia obtusiloba Müll. Arg.
29. Forsteronia paludosa Woodson
30. Forsteronia paraensis B. F. Hansen
31. Forsteronia pilosa (Vell.) Müll. Arg.
32. Forsteronia prancei B. F. Hansen
33. Forsteronia pubescens A. DC.
34. Forsteronia pycnothyrsus K. Schum. ex Woodson
35. Forsteronia refracta Müll. Arg.
36. Forsteronia rufa Müll. Arg.
37. Forsteronia schomburgkii A. DC.
38. Forsteronia spicata (Jacq.) G. Mey.
39. Forsteronia subcordata K. Schum. ex Woodson
40. Forsteronia tarapotensis K. Schum. ex Ule & Woodson
41. Forsteronia thyrsoidea (Vell.) Müll. Arg.
42. Forsteronia umbellata (Aubl.) Woodson
43. Forsteronia velloziana (A. DC.) Woodson
44. Forsteronia wilsonii (Griseb.) Woodson
45. Forsteronia ×correntina C. Ezcurra & Tressens